# Chloé Dufour-Lapointe
Chloé Dufour-Lapointe (Montreal, 2 december 1991) is een Canadese freestyleskiester. Ze vertegenwoordigde haar vaderland op de Olympische Winterspelen 2010 in Vancouver, op de Olympische Winterspelen 2014 in Sotsji en op de Olympische Winterspelen 2018 in Pyeongchang.. Haar zussen Maxime en Justine skiën eveneens op wereldbekerniveau in de moguls.

## Carrière
Bij haar wereldbekerdebuut, in december 2007 in Tignes, eindigde Dufour-Lapointe direct in de top tien. In Inawashiro nam de Canadese deel aan de wereldkampioenschappen freestyleskiën 2009, op dit toernooi eindigde ze als vijftiende op het onderdeel dual moguls en als achtentwintigste op het onderdeel moguls. Korte tijd na de wereldkampioenschappen stond Dufour-Lapointe voor de eerste maal in haar carrière op het podium van een wereldbekerwedstrijd. Tijdens de Olympische Winterspelen van 2010 in Vancouver eindigde de Canadese als vijfde op het onderdeel moguls.
Op de wereldkampioenschappen freestyleskiën 2011 in Deer Valley veroverde Dufour-Lapointe de zilveren medaille op het onderdeel dual moguls, op het onderdeel moguls eindigde ze op de 22e plaats. In Voss nam ze deel aan de wereldkampioenschappen freestyleskiën 2013. Op dit toernooi werd ze wereldkampioene op het onderdeel dual moguls, op het onderdeel moguls eindigde ze op de achtste plaats. Op 19 januari 2014 boekte de Canadese in Val Saint-Come haar eerste wereldbekerzege. Tijdens de Olympische Winterspelen van 2014 sleepte Dufour-Lapointe de zilveren medaille in de wacht op het onderdeel moguls. Haar zus Justine veroverde olympisch goud op dit onderdeel.
Op de wereldkampioenschappen freestyleskiën 2015 in Kreischberg eindigde de Canadese als vierde op het onderdeel dual moguls en als 32e op het onderdeel moguls. In het seizoen 2015/2016 legde ze beslag op het wereldbekerklassement moguls. In de Spaanse Sierra Nevada nam Dufour-Lapointe deel aan de wereldkampioenschappen freestyleskiën 2017. Op dit toernooi eindigde ze als negende op het onderdeel moguls en als elfde op het onderdeel dual moguls. Tijdens de Olympische Winterspelen van 2018 in Pyeongchang eindigde de Canadese als zeventiende op het onderdeel moguls.
Op de wereldkampioenschappen freestyleskiën 2019 in Park City eindigde ze als zevende op het onderdeel moguls.

## Resultaten

### Olympische Spelen
| Jaar | Plaats      | Resultaten |
| ---- | ----------- | ---------- |
| 2010 | Vancouver   | 5e Moguls  |
| 2014 | Sotsji      | Moguls     |
| 2018 | Pyeongchang | 17e Moguls |

### Wereldkampioenschappen
| Jaar | Plaats        | Resultaten                 |
| ---- | ------------- | -------------------------- |
| 2009 | Inawashiro    | 15e Dual Moguls 28e Moguls |
| 2011 | Deer Valley   | Dual Moguls · 22e Moguls   |
| 2013 | Voss          | Dual Moguls · 8e Moguls    |
| 2015 | Kreischberg   | 4e Dual Moguls 32e Moguls  |
| 2017 | Sierra Nevada | 11e Dual Moguls 9e Moguls  |
| 2019 | Park City     | DNF Dual Moguls 7e Moguls  |

### Wereldbeker
Eindklasseringen
| Seizoen   | Algm | MO    |
| --------- | ---- | ----- |
| 2007/2008 | 37e  | 13e   |
| 2008/2009 | 30e  | 9e    |
| 2009/2010 | 21e  | 8e    |
| 2010/2011 | 26e  | 7e    |
| 2011/2012 | 12e  | 5e    |
| 2012/2013 | 16e  | 5e    |
| 2013/2014 | 11e  | Brons |
| 2014/2015 | 5e   | Brons |
| 2015/2016 | 5e   | Goud  |
| 2016/2017 | 20e  | 5e    |
| 2017/2018 | 55e  | 10e   |
| 2018/2019 | 31e  | 7e    |
| 2019/2020 | 81e  | 15e   |

Wereldbekerzeges
| Datum           | Plaats         | Onderdeel |
| --------------- | -------------- | --------- |
| 19 januari 2014 | Val Saint-Come | Moguls    |
| 30 januari 2016 | Calgary        | Moguls    |